# Sainte-Marie-du-Bois, Manche
Sainte-Marie-du-Bois är en kommun i departementet Manche i regionen Normandie i norra Frankrike. Kommunen ligger i kantonen Le Teilleul som tillhör arrondissementet Avranches. År 2018 hade Sainte-Marie-du-Bois 59 invånare.

## Befolkningsutveckling
Antalet invånare i kommunen Sainte-Marie-du-Bois
| Referens: INSEE |